# Karl Bauer
Karl Bauer   (Stuttgart, 7 de juliol de 1868 - Múnic, 6 de maig de 1942) va ser un artista, gravador i poeta alemany. Les habilitats tradicionals de dibuixant de Bauer el van convertir en un il·lustrador i retratista popular a principis del segle xx. En la seva vida posterior va fer una sèrie de retrats de líders nazis. La seva poesia va ser admirada i promoguda per Stefan George.

## Biografia

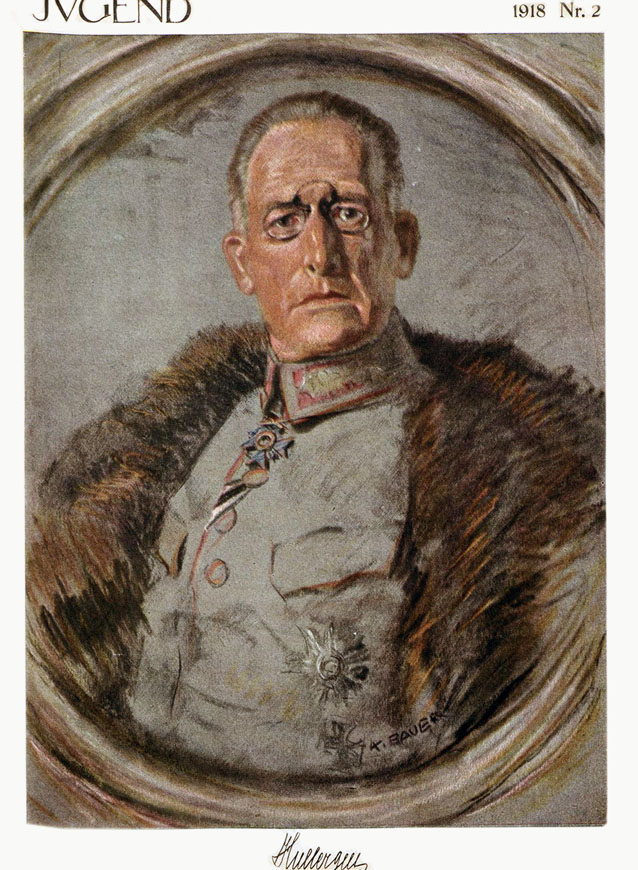
Un retrat de Bauer del general Hugo von Huller, a la portada de Jugend el 1918

Nascut el 7 de juliol de 1868, Bauer va passar la seva infància i joventut a Stuttgart. Va estudiar a l'Acadèmia de Belles Arts de Munic amb Wilhelm von Lindenschmit. Durant els seus estudis Bauer va viatjar amb freqüència a Itàlia i França. Es va finançar ensenyant dibuix als fills de famílies benestants i fent retrats. El 1891, mentre era a Venècia, va conèixer a Stefan George, de qui va fer un retrat i a qui va mostrar la seva poesia. George va quedar impressionat tant pel dibuix de Bauer com pels seus poemes, i va publicar diversos d'ells a Blättern für die Kunst i va convidar Bauer a unir-se al seu cercle a Múnic. El 1893 va estudiar a París.
Va tornar a Múnic a la tardor de 1895, quan George el va familiaritzar amb el jove poeta Karl Gustav Vollmoeller, per a qui va crear il·lustracions. La seva obra gràfica inclou principalment litografies, dibuixos a ploma i tinta i aiguaforts. Després de 1896, es va instal·lar a Múnic, on va treballar com a il·lustrador, incloent-hi una edició notable del Buch der Lieder de Heinrich Heine. El 1927 va participar en l'exposició d'art de Múnic.
El 1930 es va traslladar de Múnic a Stuttgart, vivint a sobre de la ciutat de Sillenbuch. A l'època nazi, l'estil tradicionalista de Bauer va ser acceptable per al règim, i la seva carrera va continuar tenint èxit. El 1938 se li va concedir la Medalla Goethe d'Art i Ciència. El 6 de maig de 1942 va morir durant una visita a Múnic.

## Obres
A més de la poesia, Bauer va ser un escriptor prolífic sobre història, literatura i religió.
Com a pintor, es va especialitzar en retrats, dibuixant en un estil lineal detallat influenciat per mestres alemanys del Renaixement com Dürer. Va crear retrats a l'estil renaixentista del nord que representaven Martí Luter per a esglésies de Görlitz, Oppenweiler i Hèlsinki. També va fer nombrosos retrats d'altres personatges històrics alemanys, com Goethe, Schiller i Beethoven.
Durant la Primera Guerra Mundial va publicar un llibre d'il·lustracions de retrats titulat Führer und Helden (Líders i herois), que representava celebritats militars. Durant el període nazi, va fer diversos retrats d'Adolf Hitler. També va representar Joseph Goebbels, Hermann Göring i altres líders. Una col·lecció dels seus dibuixos il·lustrava herois nazis difunts com Dietrich Eckart, Albert Leo Schlageter i Horst Wessel.